# Ivanje, Prijepolje
Ivanje (izvirno srbsko Ивање) je naselje v Srbiji, ki upravno spada pod Občino Prijepolje; slednja pa je del Zlatiborskega upravnega okraja.

## Demografija
V naselju, katerega izvirno (srbsko-cirilično) ime je Ивање, živi 849 polnoletnih prebivalcev, pri čemer je njihova povprečna starost 35,3 let (33,9 pri moških in 36,7 pri ženskah). Naselje ima 304 gospodinjstev, pri čemer je povprečno število članov na gospodinjstvo 3,75.
Prebivalstvo je večinoma nehomogeno.
|  |

| Demografija | Demografija     | Demografija     |
| Leto        | Št. prebivalcev | Št. prebivalcev |
| ----------- | --------------- | --------------- |
|             |                 |                 |
|             |                 |                 |
|             |                 |                 |
|             |                 |                 |
| 1948        | 397             |                 |
| 1953        | 448             |                 |
| 1961        | 519             |                 |
| 1971        | 595             |                 |
| 1981        | 824             |                 |
| 1991        | 1121            | 1121            |
| 2002        | 1252            | 1140            |
|             |                 |                 |

| Etnična sestava po popisu iz leta 2002 | Etnična sestava po popisu iz leta 2002 | Etnična sestava po popisu iz leta 2002 | Etnična sestava po popisu iz leta 2002 | Etnična sestava po popisu iz leta 2002 |
| -------------------------------------- | -------------------------------------- | -------------------------------------- | -------------------------------------- | -------------------------------------- |
| Srbi                                   | Srbi                                   |                                        | 624                                    | 54,73%                                 |
| Bošnjaki                               | Bošnjaki                               |                                        | 303                                    | 26,57%                                 |
| Muslimani                              | Muslimani                              |                                        | 206                                    | 18,07%                                 |
| Albanci                                | Albanci                                |                                        | 4                                      | 0,35%                                  |
| Črnogorci                              | Črnogorci                              |                                        | 1                                      | 0,08%                                  |
| Jugoslovani                            | Jugoslovani                            |                                        | 1                                      | 0,08%                                  |
| Neznano                                | Neznano                                |                                        | 1                                      | 0,08%                                  |